# 斎藤秀一
斎藤 秀一（さいとう ひでかつ、1908年12月24日 - 1940年9月5日）は、日本の言語学者、僧侶。エスペランティスト、ローマ字論者。別名に森馥、鳥海昇、北島三郎、野沢愛蘭。

## 来歴
明治41年、山形県東田川郡山添村（現：鶴岡市櫛引地区）泉流寺の長男として生まれる。鶴岡中学（現・山形県立鶴岡南高等学校）、1931年駒澤大学文学部東洋文学科卒業。大学在学中、日本エスペラント学会、カナ文字会、秋田雨雀らのソビエトの会の会員となる。
大学卒業後、朝日村大泉小学校教員となり、大平や八久和などの分校に勤めていたが、軍国主義教育に批判的であり、児童にローマ字を教えていたことが問題視され、赤化教員の疑いで鶴岡警察署に1度目の逮捕。4日後に釈放されるも、この検挙を理由に1932年に教師を解雇された。
1934年には言語問題のガリ版雑誌『文字と言語』を発行。ローマ字論の田中館愛橘、方言論の東条操、石黒修、高倉テルなど第一線の言語学者から寄稿を得た。また1937年には全文エスペラント語の雑誌「Latinigo」（ラティニーゴ、意味はローマ字化）を刊行。中国の魯迅、葉籟士などと交流し中国、インドシナ、インドネシアなどのアジアのローマ字運動の論考を集めた。また『東京方言集』などを自費出版する。一時、東北帝国大学の図書館に勤務。
しかし、国外との文通、反戦傾向の言動ゆえ、1938年に治安維持法違反で特高課により3度目の検挙、秋田刑務所に服役する。その後、肺結核にかかり、治癒が絶望となって釈放されるも、程なくして腹膜炎を併発し、1940年に病死した。

## 業績
教員時代から、国語国字論、方言研究、中国の文字改革運動の紹介、ローマ字運動、エスペラント運動などに関わる。教員を免職後も自宅で執筆活動を継続した。
国際共通語エスペラントを通じて非戦と世界平和を訴えた活動は、反戦抗日を主張して著名な長谷川テルに匹敵するとされる。

## 著書

### 編著
- 『東京方言集』1935年（1976年に国書刊行会から復刻）
- 『支那語ローマ字化の理論』1936年。魯迅、葉籟士他著、斎藤秀一訳

## 関連作品
- 朗読・劇『野に咲く花は空を見ている』 特高に奪われた青春 言語学者 斎藤秀一の生涯（脚本: 池田はじめ、演出: 廣野浩二）2021年、山形平和劇場[1]